# 大古城魁阁
大古城魁阁，原名魁星阁，位于中国云南省昆明市呈贡区龙城街道古城社区魁阁休闲公园内，是一座三重檐四角攒尖顶，土木结构楼阁式建筑。
魁阁始建于清嘉庆二十三年（1818年），民国十一年（1922年）重修，2002年再次修缮。楼阁坐北朝南，高19.5米，平面呈方形，边长9.5米，占地90.25平方米。魁阁最初是当地民众祭拜魁星求取功名的场所，抗日战争时期，云南大学社会系研究室迁此，期间吴文藻、费孝通等教授带领一批学者，深入呈贡、禄丰、易门、玉溪、大理等地开展社会调查，创作出了《云南三村》、《乡土中国》等研究成果。“魁阁”也成为了研究室的一个绰号，厦门大学教授谢泳以费孝通及云南大学社会学研究室为中心，称其为“魁阁学术集团”。
大古城魁阁在2001年被列为昆明市级文物保护单位，2019年2月21日公布为第八批云南省文物保护单位。